# Parafia Nawiedzenia Najświętszej Maryi Panny w Bobrownikach
Parafia Nawiedzenia Najświętszej Maryi Panny w Bobrownikach – parafia rzymskokatolicka w Bobrownikach.
Parafia erygowana w 1503 roku. Obecny kościół parafialny murowany, wybudowany w 1632 roku, kosztem Gabriela Tarły; w 1757 roku uległ pożarowi, po odbudowaniu przez ks. Strykowskiego, konsekrowany w 1790 roku przez Bpa Mikołaja Oborskiego, sufragana krakowskiego
Styl - renesans lubelski z cechami baroku w wystroju wnętrz.
Terytorium parafii obejmuje: Bobrowniki, Kleszczówka, Krasnogliny, Lasoń, Moszczanka Kolonia, Nowy Dęblin, Podwierzbie, Sędowice oraz Wymysłów.